# Leonardeschi

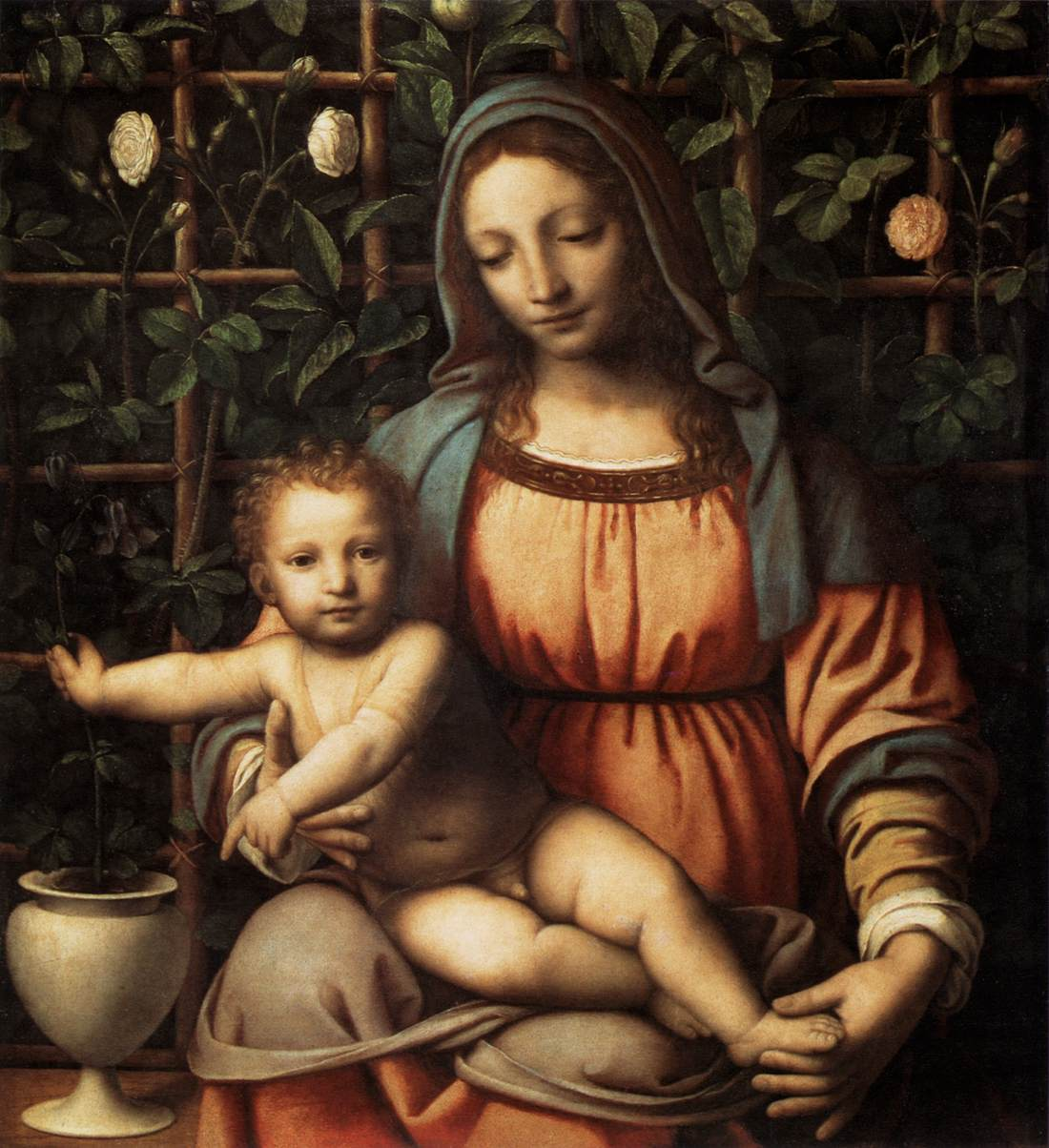
Bernardino Luini, Madonna del Roseto, a Brera

Boltraffio, Madonna della Rosa, al Museo Poldi Pezzoli

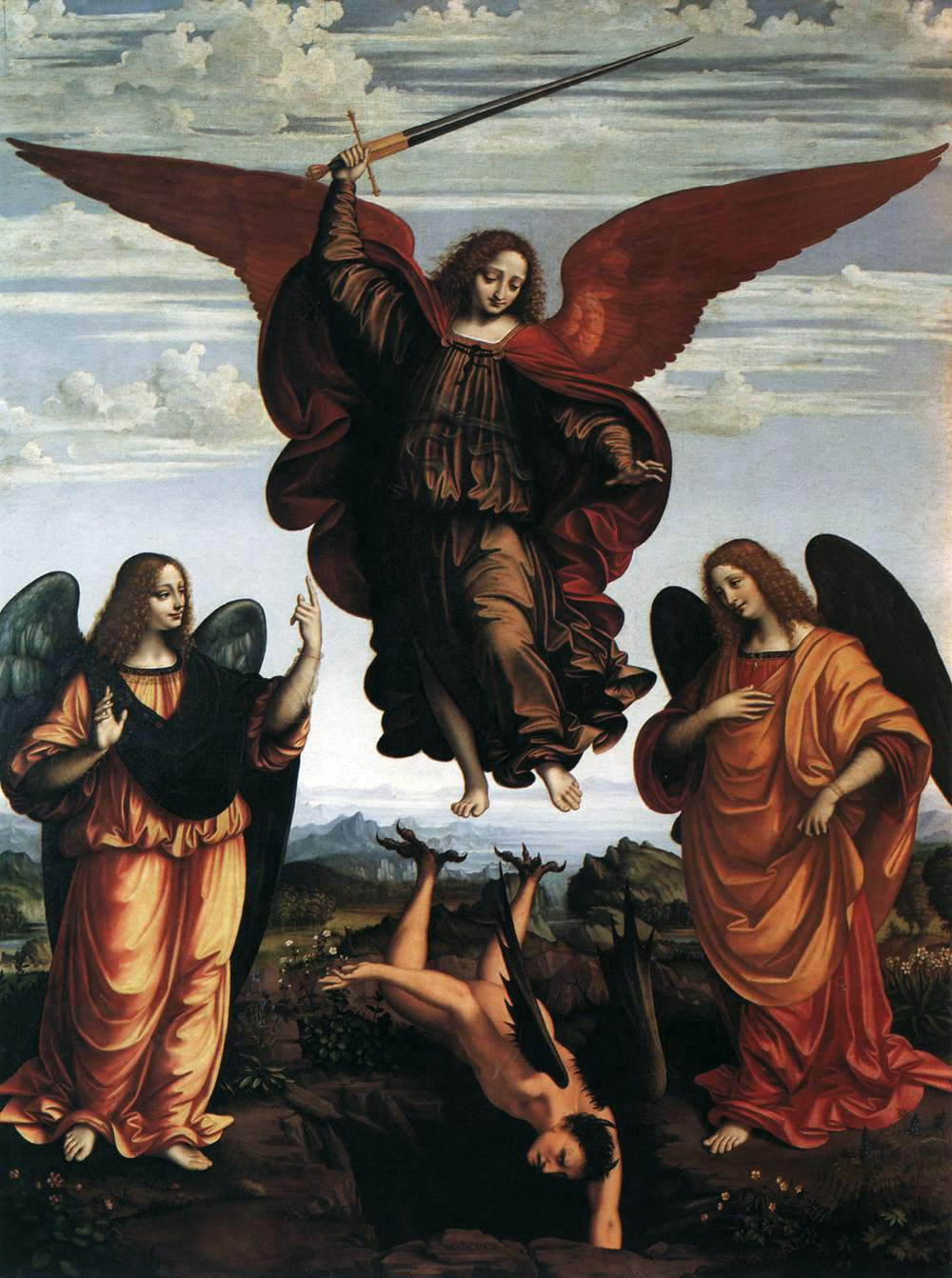
Marco d'Oggiono, Pala dei tre Arcangeli, a Brera

Vengono comunemente denominati Leonardeschi quei pittori lombardi, attivi dall'inizio del XVI secolo, che furono seguaci in modi diversi dello stile di Leonardo da Vinci.

## Storia
Leonardo, finché lavorò in Toscana, fu sostanzialmente un isolato rispetto alle correnti maggiori. Non ebbe veri e propri allievi e la sua influenza su altri artisti fu piuttosto circoscritta, limitandosi a interessare alcuni aspetti formali, fisiognomici e compositivi, in maniera sempre e comunque parziale. Completamente diverso fu il suo impatto a Milano dove, dopo essere entrato nelle grazie di Ludovico il Moro e della più alta committenza lombarda, divenne il principale artista di riferimento per l'intera nuova generazione, e dettando un nuovo stile dominante a cui anche i vecchi maestri dovettero venire incontro (come Bernardino Zenale) o allontanarsene cercando lavoro nei centri più piccoli e meno aggiornati della provincia (come Vincenzo Foppa).
Il cospicuo numero di allievi di Leonardo in terra lombarda (diretti e indiretti), dominò fortemente l'arte dei primi tre decenni del Cinquecento. Gli elementi chiave del loro stile sono la scioltezza compositiva, il ricorso allo sfumato, l'illuminazione diffusa, la bellezza malinconica dei soggetti, l'ambiguità dei volti.
Ciascuno maestro, partendo dal riferimento obbligato a Leonardo, si confrontò poi col proprio terreno culturale, sia delle zone di origine, sia di quelle in cui andava a operare: alcuni mostrano una tavolozza spenta, tipicamente lombarda, altri, come nel caso di Andrea Solario, tentarono un compromesso tra i modelli leonardeschi e l'arte veneziana del primo Cinquecento.
Nonostante ciò il gruppo dei leonardeschi, compresi quelli più dotati, viene in genere giudicato come cristallizzato sullo stile del maestro, senza mai arrivare a eguagliarlo o a proporre un superamento convincente della sua maniera. Il merito più importante di questi pittori è stato probabilmente quello di diffondere, attraverso i loro viaggi, lo stile innovativo di Leonardo anche in aree estranee al suo passaggio, come Giovanni Agostino da Lodi a Venezia, Bernardino Luini in Svizzera o Cesare da Sesto nell'Italia meridionale e a Roma.

## Protagonisti
- Francesco Melzi (allievo diretto)
- Gian Giacomo Caprotti detto Salaì (allievo diretto)
- Ambrogio de Predis (collaboratore diretto)
- Bernardino Luini
- Giovanni Antonio Boltraffio
- Cesare da Sesto
- Andrea Solario
- Giampietrino
- Giovanni Agostino da Lodi
- Francesco Napoletano
- Marco d'Oggiono
- Martino Piazza
- Bernardino Lanino

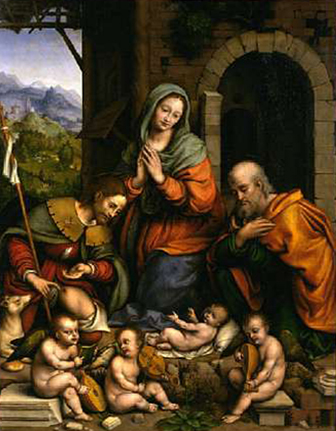
Giampietrino, Madonna con Bambino e i Santi Michele e Gerolamo, Pavia, San Marino.

Più superficiale fu l'adesione al leonardismo di pittori come il Maestro della Pala Sforzesca, che solitamente non è incluso nello stretto novero dei leonardeschi, o del Sodoma, che, pur di origine piemontese, fa comunque parte della scuola senese del Cinquecento.